# Premio Internacional de la Fundación Hasselblad
El Premio Internacional de la Fundación Hasselblad o Premio Hasselblad es un Premio sueco otorgado anualmente desde el año 1980 (salvo en el año 1983, cuando falleció Erna Hasselblad)a un profesional de la fotografía que se considera que ha realizado una labor notable. Otorgado por la Fundación Erna y Víctor Hasselblad y se anuncia cada año alrededor de los meses de marzo o abril, estando dotado con 110.000 euros.
Victor Hasselblad (1906 - 1978) fue el industrial sueco, diseñador de las cámaras fotográficas Hasselblad, que alcanzaron fama mundial cuando fueron escogidas por la NASA, en el año 1969, para acompañar el viaje de los astronautas a la Luna.
En el siglo XXI se ha creado el Premio Hasselblad de Maestros dirigido a aquellos fotógrafos que han destacado en alguno de los campos de la fotografía academicista. Tras una votación,lo otorga cada año el comité ejecutivo de la compañía Hasselblad en vez de la Fundación y se publica un libro de gran formato con los trabajos de los fotógrafos seleccionados.

## Premiados
Hasta la fecha, el premio se ha entregado a los siguientes fotógrafos. El premio no fue entregado en 1983
| Año  | Fotógrafo             | Nacionalidad              |
| ---- | --------------------- | ------------------------- |
| 1980 | Lennart Nilsson       | Suecia                    |
| 1981 | Ansel Adams           | Estados Unidos            |
| 1982 | Henri Cartier-Bresson | Francia                   |
| 1983 | No entregado          | No entregado              |
| 1984 | Manuel Álvarez Bravo  | México                    |
| 1985 | Irving Penn           | Estados Unidos            |
| 1986 | Ernst Haas            | Austria                   |
| 1987 | Hiroshi Hamaya        | Japón                     |
| 1988 | Édouard Boubat        | Francia                   |
| 1989 | Sebastião Salgado     | Brasil                    |
| 1990 | William Klein         | Estados Unidos            |
| 1991 | Richard Avedon        | Estados Unidos            |
| 1992 | Josef Koudelka        | República Checa · Francia |
| 1993 | Sune Jonsson          | Suecia                    |
| 1994 | Susan Meiselas        | Estados Unidos            |
| 1995 | Robert Häusser        | Alemania                  |
| 1996 | Robert Frank          | Suiza · Estados Unidos    |
| 1997 | Christer Strömholm    | Suecia                    |
| 1998 | William Eggleston     | Estados Unidos            |
| 1999 | Cindy Sherman         | Estados Unidos            |
| 2000 | Boris Mikhailov       | Ucrania                   |
| 2001 | Hiroshi Sugimoto      | Japón                     |
| 2002 | Jeff Wall             | Canadá                    |
| 2003 | Malick Sidibé         | Mali                      |
| 2004 | Bernd y Hilla Becher  | Alemania                  |
| 2005 | Lee Friedlander       | Estados Unidos            |
| 2006 | David Goldblatt       | Sudáfrica                 |
| 2007 | Nan Goldin            | Estados Unidos            |
| 2008 | Graciela Iturbide     | México                    |
| 2009 | Robert Adams          | Estados Unidos            |
| 2010 | Sophie Calle          | Francia                   |
| 2011 | Walid Raad            | Líbano                    |
| 2012 | Paul Graham           | Reino Unido               |
| 2013 | Joan Fontcuberta      | España                    |
| 2014 | Ishiuchi Miyako       | Japón                     |
| 2015 | Wolfgang Tillmans     | Alemania                  |
| 2016 | Stan Douglas          | Canadá                    |
| 2017 | Rineke Dijkstra       | Países Bajos              |
| 2018 | Óscar Muñoz           | Colombia                  |
| 2019 | Daido Moriyama        | Japón                     |
| 2020 | Alfredo Jaar          | Chile                     |

## Premio Hasselblad de Maestros
Los fotógrafos seleccionados han sido:
- 2009: Lyle Owerko, Mark Holthusen, Nina Berman, Stephan Zirwes, Dirk Rees, Mark Zibert, Bang Peng, Claudio Napolitano, Joao Carlos, Alexandfelix.
- 2008: August Bradley, Julia Fullerton-Batten, Louie Palu, Benjamin A. Monn, Bronek Kozka, Hans Strand, Andrej Kopac, Morfi Jiménez Mercado, Gregor Halenda, Kevin Then.
- 2007: Russell James, Marco Grob, Peter Mathis, Raya, Dominique Amphonesinh, Stuart Weston, Tang Hui, Laurence Laborie, Barry Ryan, Paolo Esposito, Carl Lyttle, Chase Jarvis.
- 2006: Warwick Saint, Carlos Serrao, Jack Guy, Hans Neleman, Christian Kettiger, Elisabeth Carmel, David Trood, Andreas Teichmann, Uli Weber, Oscar Mattsson, Roth and Ramberg, Michael Graf.
- 2005: Suza Scalora, Lee Friedlander, Greg Hocking, Lois Greenfield, Kay Berg, Walter Schels, Tarun Khiwal, Hans Gedda, Frederick Bertin, Jian Cheng Dong, Heidi Niemala, Mark Buscail, Chris Simpson.
- 2004: Albert Watson, Mary Ellen Mark, Nigel Parry, Daniel Klajmic, Kevin Bubriski, Herdis Maria Siegert, Christopher Burkett, Jian Junyu, Lennart Olson, Francisco Gomes, Helena You, Luciano Monti.
- 2003: Patrick Demarchelier, Sarah Silver, Joyce Tenneson, Kay Chin Tay, Nicholas Sinclair, Ralf Tooten, Wang Jianjun, Carlos Casariego, Beat Presser, Brigitte Carnochan, Duda Carvalho, Tore Hagman.
- 2002: Jim Brandenburg, Michael Halsband, Rodney Smith, Stefan Schipper, Per Zennström, Charlie Waite, Morten Krogvold, Tomas Yeh, Sally Gall, Juan Zi, Ferit Kuyas, Marcos Prado.
- 2001: Anton Corbijn, Per Nagel, Howard Schatz, Hans van Ommeren, Bernhard Edmaier, Isabel Muñoz, Mario Cravo Neto, Michael Grecco, Matilda Lindeblad, Ian Patrick, Phyllis Galembo, Xie Mo.